# Oreo capensis
Oreo capensis is een spinnensoort uit de familie Gallieniellidae. De soort komt voor in West-Australië.